# Путролово
Путролово (фин. Riihikylä) — упразднённая деревня на территории Тельмановского городского поселения Тосненского района Ленинградской области.

## История
Впервые упоминается в Писцовой книге Водской пятины 1500 года как деревня Пудрула Верхняя и смежная с ней Пудрула Нижняя на Ижере в Никольском Ижерском погосте Новгородского уезда.
Деревня Putrila упоминается на шведской «Карте бывших губерний Иван-Города, Яма, Капорья и Нэтеборга» Ф. Ф. Бергенгейма 1676 года.
Под названием Putrola она обозначена на «Генеральной карте провинции Ингерманландии» Э. Белинга и А. Андерсина 1704 года. Ниже по течению Ижоры обозначена смежная с ней деревня Alaputrola (Нижняя Путрола).
Под названием Путролово деревня нанесена на карте Санкт-Петербургской губернии 1800 года. Под названием Путролова из 12 крестьянских дворов — на «Топографической карте окружности Санкт-Петербурга» 1817 года.

СИМАНКИНА — деревня ведомства Царскосельского дворцового правления, число жителей по ревизии: 28 м. п., 29 ж. п. (1838 год)

В пояснительном тексте к этнографической карте Санкт-Петербургской губернии П. И. Кёппена 1849 года она записана как деревня Putromäki oder Riihikylä (Путролова, Симашкина), а также указано количество её жителей на 1848 год: эвремейсов — 27 м. п., 18 ж. п.; савакотов — 33 м. п., 28 ж. п., всего 106 человек. Деревня входила в лютеранский приход Инкере.

ПУТРОЛОВО — деревня Ведомства государственного имущества, по просёлочной дороге, число дворов — 17, число душ — 58 м. п. (1856 год)

ПУТРОЛОВО (СИМАШКИНО) — деревня казённая при реке Ижоре, число дворов — 21, число жителей: 71 м. п., 68 ж. п. (1862 год)

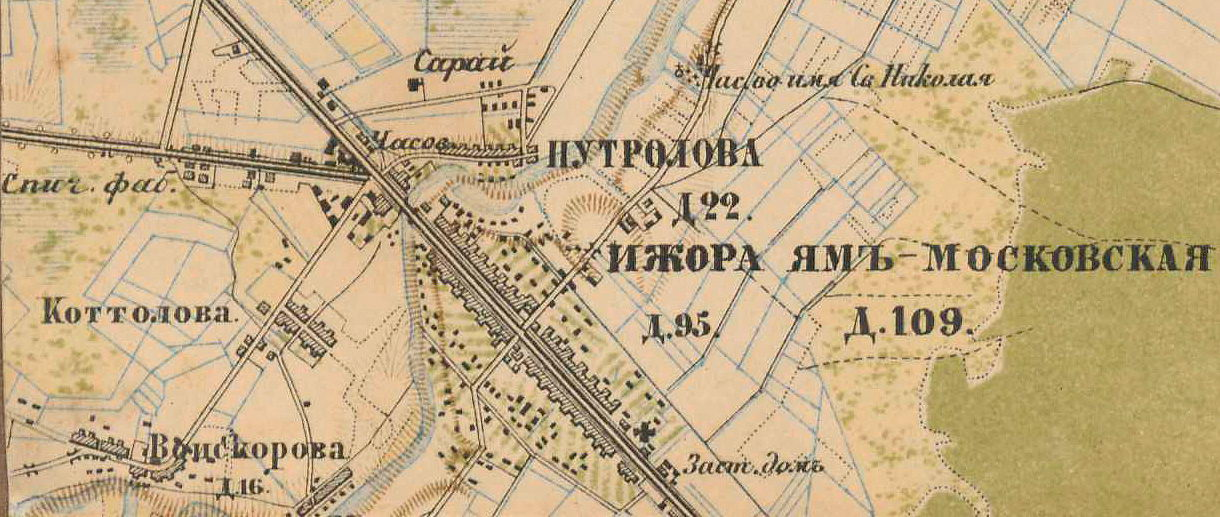
Деревня Путролово на карте 1885 года

Согласно военно-топографической карте издания 1885 года деревня насчитывала 22 крестьянских двора.
В конце XIX — начале XX века деревня административно относилась к Колпинской волости 1-го стана Царскосельского уезда Санкт-Петербургской губернии. По приходским данным население деревни было исключительно финским.
Согласно «Карте района манёвров» издания 1913 года деревня насчитывала 26 дворов.
С 1917 по 1918 год деревня входила в состав Ижорской волости Царскосельского уезда.
С 1918 по 1920 год в составе Путроловского сельсовета Ингеринской волости Детскосельского уезда.
С 1920 года в составе Слуцкой волости.
С 1923 года в составе Троцкого уезда.
С 1924 года в составе Войскоровского сельсовета.
Согласно данным переписи населения СССР 1926 года в деревне Путролово проживали 182 человека — все финны.
С 1927 года в составе Детскосельской волости.
С 1930 года в составе Тосненского района.
По данным 1933 года деревня также входила в состав Войскоровского сельсовета.
С 1939 года в составе Ям-Ижорского сельсовета.
В 1940 году население деревни составляло 288 человек.

Деревня Путролово на карте 1941 года

Согласно топографической карте РККА 1941 года деревня насчитывала 52 двора. 
С 1 сентября 1941 года по 31 декабря 1943 года деревня находилась в оккупации. Исключена из областных административных данных по причине: «После войны не восстановлена», на основании 
постановления Секретариата Президиума Верховного Совета РСФСР от 30 октября 1950 года.
В настоящее время на её месте находится садоводческое некоммерческое товарищество НИИ ЭФА.

## География
Деревня располагалась в северной части района на федеральной автодороге М10 (E 105) «Россия» («Московское шоссе»).
Деревня находилась на левом берегу реки Ижоры.